# Гараж

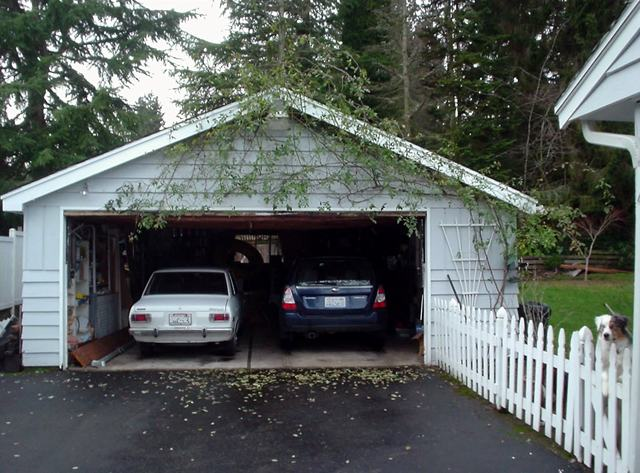
Типовий гараж у США на 2 автомобілі

Гара́ж (фр. garage, від garer «поставити під навіс, сховати») — приміщення або комплекс будівель і споруд для зберігання, технічного обслуговування і поточного ремонту транспортних засобів. Є гаражі-стоянки і гаражні комплекси.

## Конструкція
Гаражи будують з різних матеріалів: деревини, цегли, шлакоблоків, піноблоків, металу. Гараж може мати гаражні ворота. Гаражи, як і будь-які інші будови, можуть будуватися як за типовим проєктом, так і за індивідуальним.